# 帕斯托尔·弗洛劳
帕斯托尔·弗洛劳（匈牙利語：Pásztor Flóra，1998年6月30日—）生于布达佩斯，是一名匈牙利女子击剑运动员，主攻花剑，曾就读于布达佩斯的体育大学。她最初练习体操运动，六岁时在朋友的建议下开始改练击剑。2013年，她加入匈牙利国家队。2014年，她在南京青奥会上获得女子个人花剑第六名。